# Rejev sindrom
Rejev sindrom je potencijalno smrtonosna bolest koja se najčešće javlja kod dece mlađe od 15 godina, a može prouzrokovati brojne efekte na mnoge organe, naročito na mozak i jetru. Može prouzrokovati i hipoglikemiju. Stvarni uzrok ovog sindroma je još uvek nepoznat. Pored činjenice da se pojavljuje kod dece sa virusnim oboljenjima koja su koristila aspirin, ali se javlja i kod onih koji nisu koristili aspirin.
Ovaj sindrom prouzrokuje "masnu jetru", odnosno hepatičku steatozu sa veoma slabom upalom i teškom encefalopatijom (upalom mozga). Jetra postaje neznatno povećana i tvrda, a dešavaju su i određene promene u izgledu bubrega. Pri lečenju sindroma, najvažnija je pravilna i što brža dijagnoza. Kod većine dece, oporavak je dosta uspešan, mada su moguće potencijalne komplikacije koje mogu dovesti do težih oštećenja mozga ili smrti.

## Uzroci
Tačan mehanizam nastanka Rejevog sindroma nije poznat. Ova teška bolest je nazvana "sindromom", pošto su kliničke karakteristike kojima lekari postavljaju dijagnozu dosta obimne i široke. Postoje mnoge studije koje su istraživale povezanost između korištenja aspirina protiv virusnih bolesti i razvoja Rejevog sindroma. Postojala su i određena nagađanja da je korištenje paracetamola još veći rizik za pojavu ovog sindroma, ali je to opovrgnuto kasnijim studijama.
U nekim zemljama, proizvod za oralnu higijenu pod nazivom Bonjela ima upozorenje proizvođača za upotrebu kod dece, a razlog za to je sadržaj salicilata u proizvodu. Međutim, nisu zabeleženi slučajevi Rejevog sindroma pri upotrebi ovog proizvoda, te je upozorenje samo mjera predostrožnosti. Drugi lekovi i preparati koji sadrže salicilate često imaju naznačena slična upozorenja.
U SAD-u, lekari i brojne medicinske ustanove i agencije ne preporučuju deci mlađoj od 19 godina korištenje aspirina i proizvoda koji sadrže aspirin pri lečenju simptoma groznice i gripa, te se preporučuje da pacijenti mlađi od 19 godina zatraže mišljenje lekara ili farmaceuta pre upotrebe takvih lekova. U Ujedinjenom Kraljevstvu, preporučuje se da se aspirin i lekovi na bazi aspirina ne koriste pacijenti ispod 16 godina, osim ako se posebno ne naznači da se lek koristi u svrhu prevencije formiranja krvnih ugrušaka.
Ozbiljni simptomi Rejevog sindroma su rezultat oštećenja ćelijskih mitohondrija, u jetri, ali i drugim organima, a postoje brojni načini kako aspirin može prouzrokovati ili pogoršati oštećenja mitohondrija. Potencijalno povećani rizik od nastanka Rejevog sindroma je jedan od osnovnih razloga zašto se aspirin ne preporučuje za upotrebi kod dece i omladine, koji se smatraju grupom sa najvećim rizikom oboljevanja od Rejevog sindroma.

## Istorija
Sindrom je dobio ime po lekaru Daglasu Reju, koji je, zajedno sa australijskim kolegama Gram Morganom i Džim Baralom, objavio prvu studiju o sindromu u medicinskom žurnalu The Lancet 1963. godine. Međutim, prva zabeležena pojava sindroma je opisana još 1929. godine. Takođe, 1964. godine Džordž Džonson sa kolegama je objavio istraživanje o izbijanju epidemije gripa tipa B, u kojem je opisano šesnaestoro dece kod kojih su se manifestovali određeni neurološki problemi, od čega su kod četvoro dece primećeni simptomi slični Rejevom sindromu. Na osnovu izveštaja G. Džonsona, neki istraživači sindrom ga nazivaju i Rej-Džonsonov sindrom, mada je znatno češći naziv Rejev sindrom. Tokom kasnih 1970-tih i početkom 1980-tih, studije u američkim državama Ohajo, Mičigen i Arizona su objavile da je korištenje aspirina tokom infekcije gornjih respiratornih puteva ili ospica bio mogući uzrok nastanka sindroma. Godine 1982 američke medicinske ustanove i agencije su počele izdavati upozorenja za korištenje aspirina kod dece, da bi 1986 godine FDA (Američka agencija za hranu i lekove) propisala obavezno označavanje o mogućim rizicima o nastanku Rejevog sindroma na lekovima koji sadrže aspirin ili salicilate.

## Simptomi
Razvoj sindroma teče u pet faza:
- Prva faza
  - Stalno i pretjerano povraćanje
  - Opšta letargija
  - Opšti mentalni simptomi poput konfuzije
  - Noćne more
- Druga faza
  - Stupor uzrokovan manjom upalom mozga
  - Hiperventilacija
  - "Masna jetra"
  - Hiperrefleksija
- Treća faza
  - Nastavak simptoma iz prve dve faze
  - Moguća koma
  - Moguć moždani (cerebralni) edem
- Četvrta faza
  - Dublja koma
  - Proširenje zenica sa slabom osetljivošću na svetlost
  - Manja ali stalno prisutna disfunkcija bubrega
- Peta faza
  - Vrlo brzo pogoršavanje simptoma četvrte faze
  - Duboka koma
  - Otkazivanje brojnih organa[12]
  - Mlitava paraliza
  - Ekstremno velika koncentracija amonijaka u krvi (preko 300  krvi)
  - Smrt

## Prognoza
Dokumentovani slučajevi pojave Rejevog sindroma kod odraslih osoba su retki. Kod odraslih, oporavak od sindroma je potpun, a funkcije jetre i mozga se normalizuju dve sedmice nakon bolesti. Međutim, kod dece, moguće su blaga do umjerena trajna oštećenja mozga, naročito kod novorođenčadi. Preko 30% zabeleženih slučajeva u SAD-u u periodu od 1981 do 1997 je rezultovao smrću.

## Diferencijalna dijagnoza
Pojave sa simptomima sličnim Rejevom sindromu uključuju
- Razne urođene metaboličke poremećaje
- Virusni encefalitis
- Predoziranje drogama ili trovanje
- Trauma glave
- Otkazivanje jetre iz drugih razloga
- Meningitis
- Otkazivanje bubrega

## Epidemiologija
Rejev sindrom se javlja gotovo isključivo kod dece. Iako je zabeleženo nekoliko slučajeva sindroma i kod odraslih, ti slučajevi nisu izazvali tipična trajna oštećenja jetre i nervnog sistema. U SAD-u, za razliku od Velike Britanije, praćenje Rejevog sindroma je fokusirano na pacijente ispod 18 godina starosti.
Nakon 1980. godine, kada su američke agencije i udruženje za praćenje lekova počeli upozoravati lekare i roditelje o vezi između Rejevog sindroma i korištenja salicilata pri lečenju dece sa ospicama i virusnim bolestima, broj slučajeva sindroma je počeo polako opadati. U periodu od 1980 do 1997 godine, broj pojava slučajeva sindroma u SAD-u je opao sa 555 na 2. Tokom tog perioda, za koji postoje dostupni podaci, u 93% slučajeva radilo se o belcima, a prosječna starost dece je bila 6 godina. U periodu od tri nedelje prije pojave simptoma sindroma, kod 93% dece bili su prisutna neka virusna oboljenja (grip i sl.).
U periodu od 1991 do 1994 godine, godišnja stopa hospitalizacije zbog Rejevog sindroma u SAD-u se procenjuje između 0.2 do 1.1 slučaja na milion stanovnika mlađih od 18 godina.
Tokom 1980-tih, studija sprovedena u Ujedinjenom Kraljevstvu je potvrdila povezanost između pojave sindroma i uzimanja aspirina. U junu 1986 godine, Komitet za sigurnost lekova u UK je izdao upozorenje u vezi korištenja aspirina kod dece ispod 12 godina, a uvedena su i obavezna upozorenja koja se moraju istaći na lekovima koji sadrže aspirin. U periodu nakon što je izdato ovo upozorenje 1986. godine, evidentiran je smanjen broj slučajeva sindroma u Ujedinjenom Kraljevstvu. Objavljeno je da je stopa pojave sindroma opala sa 0,63 slučaja na 100.000 stanovnika mlađih od 12 godina, koliko je registrovano 1983/84, na manje od 0,11 u toku 1990/91 godine.
U periodu od novembra 1995 do novembra 1996 godine u Francuskoj, nacionalna studija pedijatrijskih odeljenja za decu ispod 15 godina, dokumentovala je devet slučajeva Rejevog sindroma (0,79 slučajeva na milion dece) kod dece sa neobjašnjivom encefalopatijom i drugim simptomima Rejevog sindroma. Osam od devetoro dece sa sindromom je koristilo aspirin. Delimično zbog rezultata ovog istraživanja, francuska Agencija za medicinu je podržala međunarodne napore da se ukaže na vezu između Rejevog sindroma i aspirina putem izdavanja vlastitih javnih i profesionalnih upozorenja o ovim slučajevima.

## Spoljašnje veze
- Fondacija za Rejev sindrom
- FDA Bulitan o Rejovom sindromu

|  | Molimo Vas, obratite pažnju na važno upozorenje u vezi sa temama iz oblasti medicine (zdravlja). |